# Britta Habekost

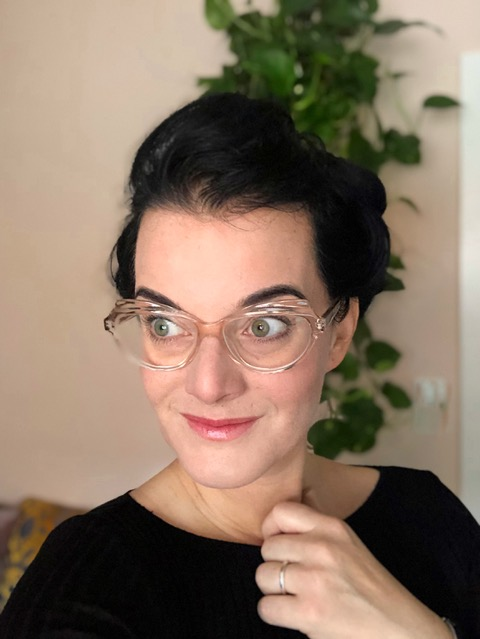
Britta Habekost (ca. 2024)

Britta Habekost (* 1982 als Britta Hasler in Heilbronn; Pseudonym: Nora Schwarz) ist eine deutsche Autorin. Sie schreibt vor allem Kriminalromane. Bekannt ist sie für die „Elwenfels“-Reihe.

## Leben
Habekost wuchs in Ludwigsburg auf und studierte Germanistik und Kunstgeschichte in Stuttgart. Ihr Studium finanzierte sie als professionelle Domina. Später arbeitete sie als Museumsführerin.
2007 lernte sie ihren Mann kennen, mit dem sie seit 2012 verheiratet ist. Gemeinsam mit Christian Habekost widmete sich die Autorin dem Regionalkrimi. Ihr publizistisches Wirken bezeichnet sie selbst als „Selbstverpuppung und Neufindung“.
Heute lebt die Autorin in Bad Dürkheim.

## Wirken
Habekost verarbeitete ihre Erfahrung als Domina in ihrem Debütroman „Lessons in Lack“. Daraufhin folgte der Kriminalroman „Todestrieb“, der ebenfalls autobiographische Züge aufweist. Unter dem Pseudonym Nora Schwarz verfasste sie auch Texte zur Rezeption des Sadomasochismus in den Medien. Unter ihrem Geburtsnamen Britta Hasler wandte sie sich dem Genre des historischen Kriminalromans zu. 
Einige ihrer bekanntesten Werke sind die „Elwenfels“-Krimis, die sie gemeinsam mit ihrem Mann, dem Kabarettisten Christian „Chako“ Habekost, geschrieben hat. Die Reihe spielt in einem fiktiven Dorf im Pfälzer Wald. Nach Erfolgen der ersten beiden „Elwenfels“-Krimis wurden diese vom Piper Verlag neu aufgelegt.
Zusätzlich hat sie die historische Krimireihe um den Ermittler Julien Vioric geschrieben, deren Handlung im Paris der 1920er Jahre spielt. Zu dieser Reihe gehören die Bücher „Stadt der Mörder“ und „Melodie des Bösen“.

## Werke
als Nora Schwarz
- Lessons in Lack: Mein Leben als Domina zwischen Hörsaal und SM-Studio. Ullstein, Berlin 2011, ISBN 978-3-548-37378-2.
- Todestrieb. Höma Verlag, Offenbach 2013, ISBN 978-3-937329-88-8.

als Britta Hasler
- Das Sterben der Bilder. Gmeiner-Verlag, Meßkirch 2016, ISBN 978-3-8392-1818-1.
- Bilder des Bösen. dotbooks Verlag, München 2017.

als Britta Habekost
- Ein dunkles Spiel – Der erste Fall für Jelene Bahl. Pfälzische Verlagsanstalt, Ludwigshafen 2016, ISBN 978-3-87629-349-3.
- Eine dunkle Lüge – Der zweite Fall für Jelene Bahl. dotbooks, Ludwigshafen 2020, ISBN 978-3-96655-112-0.
- Stadt der Mörder. Penguin Verlag, München 2021, ISBN 978-3-328-60195-1.
- Melodie des Bösen. Penguin Verlag, München 2022, ISBN 978-3-328-60238-5.
- Der Untergang von Thornton Hall. Penguin Verlag, München 2024, ISBN 978-3-328-11206-8.

als Britta Habekost zusammen mit Christian Habekost – Elwenfels-Reihe / Privatdetektiv Carlos Herb
- Elwenfels. Höma Verlag, Offenbach 2014, ISBN 978-3-937329-97-0.
  - neuer Titel: Rebenopfer. Piper Taschenbuch, München, 2020, ISBN 978-3-492-31581-4.
- Schorle für den Scharfschützen. Pfälzische Verlagsanstalt, Ludwigshafen 2016, ISBN 978-3-87629-346-2.
  - neuer Titel: Winzerfluch. Piper Taschenbuch, München 2020, ISBN 978-3-492-31582-1.
- Kräutertee im Dubbeglas. Pfälzische Verlagsanstalt, Ludwigshafen 2018, ISBN 978-3-87629-362-2.
  - neuer Titel: Rieslingmord. Piper Taschenbuch, München 2021, ISBN 978-3-492-31583-8.
- Weingartengrab. Piper Taschenbuch, München, 2021, ISBN 978-3492315845.
- Traubentod. Piper Taschenbuch, München 2023, ISBN 978-3-492-31892-1.
- Weinbergblut. Piper, München 2025, ISBN 978-3-492-32146-4.